# Collegio plurinominale Emilia-Romagna - 02 (Camera dei deputati 2017)
Il collegio elettorale plurinominale Emilia-Romagna - 02 è stato un collegio elettorale plurinominale della Repubblica Italiana per l'elezione della Camera tra il 2017 ed il 2022.

## Territorio
Come previsto dalla legge elettorale italiana del 2017, il collegio era stato definito tramite decreto legislativo all'interno della circoscrizione Emilia-Romagna.
Il collegio comprendeva la zona definita dai quattro collegi uninominali Emilia-Romagna - 04 (Ferrara), Emilia-Romagna - 08 (Cento), Emilia-Romagna - 09 (Modena) e Emilia-Romagna - 10 (Sassuolo).

## Dati elettorali

### XVIII legislatura
Come previsto dalla legge elettorale, 386 deputati erano eletti in 63 collegi plurinominali con ripartizione proporzionale a livello nazionale tra le coalizioni e le singole liste che avessero superato la soglia di sbarramento stabilita.
Nel collegio venivano eletti 11 deputati.
| Liste          | Liste                                       | Proporzionale | Proporzionale | Proporzionale | Maggioritario | Maggioritario | Maggioritario |  |
| Liste          | Liste                                       | Voti          | %             | Seggi         | Voti          | %             | Seggi         |  |
| -------------- | ------------------------------------------- | ------------- | ------------- | ------------- | ------------- | ------------- | ------------- |  |
|                | Lega                                        | 126 524       | 20,80         | 2             | 210 646       | 34,64         | 3             |  |
|                | Forza Italia                                | 61 641        | 10,14         | 1             | 210 646       | 34,64         | 3             |  |
|                | Fratelli d'Italia                           | 19 228        | 3,16          | –             | 210 646       | 34,64         | 3             |  |
|                | Noi con l'Italia – UDC                      | 3 253         | 0,53          | –             | 210 646       | 34,64         | 3             |  |
|                | Partito Democratico                         | 163 192       | 26,83         | 2             | 187 730       | 30,87         | 1             |  |
|                | +Europa                                     | 16 361        | 2,69          | –             | 187 730       | 30,87         | 1             |  |
|                | Italia Europa Insieme                       | 4 254         | 0,70          | –             | 187 730       | 30,87         | 1             |  |
|                | Civica Popolare                             | 3 923         | 0,65          | –             | 187 730       | 30,87         | 1             |  |
|                | Movimento 5 Stelle                          | 166 515       | 27,38         | 2             | 166 515       | 27,38         | –             |  |
|                | Liberi e Uguali                             | 24 438        | 4,02          | –             | 24 438        | 4,02          | –             |  |
|                | Potere al Popolo!                           | 5 592         | 0,92          | –             | 5 592         | 0,92          | –             |  |
|                | CasaPound                                   | 3 779         | 0,62          | –             | 3 779         | 0,62          | –             |  |
|                | Il Popolo della Famiglia                    | 3 723         | 0,61          | –             | 3 723         | 0,61          | –             |  |
|                | Italia agli Italiani (FN - MSFT)            | 2 994         | 0,49          | –             | 2 994         | 0,49          | –             |  |
|                | Per una Sinistra Rivoluzionaria (PCL - SCR) | 1 931         | 0,32          | –             | 1 931         | 0,32          | –             |  |
|                | Partito Repubblicano Italiano – ALA         | 812           | 0,13          | –             | 812           | 0,13          | –             |  |
| Totale         | Totale                                      | 608 160       | 100           | 7             | 608 160       | 100           | 4             |  |
|                |                                             |               |               |               |               |               |               |  |
| Schede bianche | Schede bianche                              | 6 745         | 1,08          |               |               |               |               |  |
| Schede nulle   | Schede nulle                                | 10 945        | 1,75          |               |               |               |               |  |
| Votanti        | Votanti                                     | 625 850       | 78,76         |               |               |               |               |  |
| Elettori       | Elettori                                    | 794 649       |               |               |               |               |               |  |

## Eletti

### Eletti nei collegi uninominali
Eletti nella coalizione di centro-destra (Lega - FI - FdI - NcI-UdC)
     Eletti nella coalizione di centro-sinistra (PD - +EUR - Insieme - CP)
| Collegio uninominale | Eletto | Eletto            | Partito |
| -------------------- | ------ | ----------------- | ------- |
| 4. Ferrara           |        | Maura Tomasi      | Lega    |
| 8. Cento             |        | Emanuele Cestari  | Lega    |
| 9. Modena            |        | Beatrice Lorenzin | AP      |
| 10. Sassuolo         |        | Benedetta Fiorini | FI      |

1. ↑  Aderisce al gruppo misto, componente «Civica Popolare-AP-PSI-Area Civica»; in data 23.09.2019 aderisce al gruppo Partito Democratico.
2. ↑  In data 05.08.2020 aderisce al gruppo Lega - Salvini Premier.

### Eletti nella quota proporzionale
| Movimento 5 Stelle                 | Partito Democratico        | Lega                              | Forza Italia    |
| ---------------------------------- | -------------------------- | --------------------------------- | --------------- |
|                                    |                            |                                   |                 |
| Vittorio Ferraresi Stefania Ascari | Piero Fassino Andrea Rossi | Carlo Piastra Guglielmo Golinelli | Vittorio Sgarbi |

1. ↑  In data 04.10.2018 aderisce al gruppo misto, non iscritti; in data 06.12.19 alla componente «Noi con l'Italia-USEI-Rinascimento ADC».